# Cicadocola cicadarum
Cicadocola cicadarum är en svampart som först beskrevs av Šulc, och fick sitt nu gällande namn av Bain 1923. Cicadocola cicadarum ingår i släktet Cicadocola, divisionen sporsäcksvampar och riket svampar.   Inga underarter finns listade i Catalogue of Life.